# Unió General de Treballadors de Catalunya
La UGT de Catalunya és el sindicat català vinculat organitzativament a la Unió General de Treballadores i treballadors (UGT), d'orientació originalment socialista. El seu secretari general és Camil Ros.
L'organisme juvenil de la UGT de Catalunya és l'Avalot.

## Missió i objectiu
La UGT de Catalunya és un sindicat majoritari que utilitza la seva força representativa en les empreses i la seva presència als àmbits de concertació social per defensar els interessos dels treballadors i influenciar en el desenvolupament de polítiques que afavoreixin la igualtat d'oportunitats i la justícia social.

## Estructura sectorial
L'estructura sectorial integra els treballadors i treballadores des del seu lloc de treball, atenent al sector industrial a què pertanyi l'empresa.
- Secció sindical d'empresa
- Federació de Catalunya de cada sector d'activitat
- Federació estatal

Les federacions de sector professionals de la UGT de Catalunya:
- Federació d'empleats i empleades dels Serveis Públics (FeSP)
- Federació de Serveis, Mobilitat i Consum (FeSMC)
- Federació d'Indústria, Construcció i Agro (FICA)

## Història
Va ser fundada al mateix temps que la UGT per Pablo Iglesias, però fins a la Guerra Civil espanyola sempre va ser un sindicat minoritari dins de Catalunya. Durant la guerra civil va aconseguir superar la CNT en nombre d'afiliats i en força sindical, però la derrota del bàndol republicà va comportar la pràctica desaparició del sindicat. La UGT de Catalunya va tornar a reaparèixer amb normalitat amb la vinguda de la democràcia a l'estat Espanyol recollint antics militants de la UGT i treballadors de diversos sectors que es volien afiliar a un sindicat que no tingués una base marxista com la CONC.
Durant la dècada dels 90 el sindicat va col·laborar activament en la normalització de la llengua catalana, va reorientar la seva afiliació cap a una major pluralitat i va integrar sectors polítics més enllà dels socialistes. La seva tasca de normalització cultural i lingüística va ser premiada amb la Creu de Sant Jordi. El XII Congrés celebrat a Lleida l'any 2005 ratificà a Josep Maria Àlvarez com a secretari general.

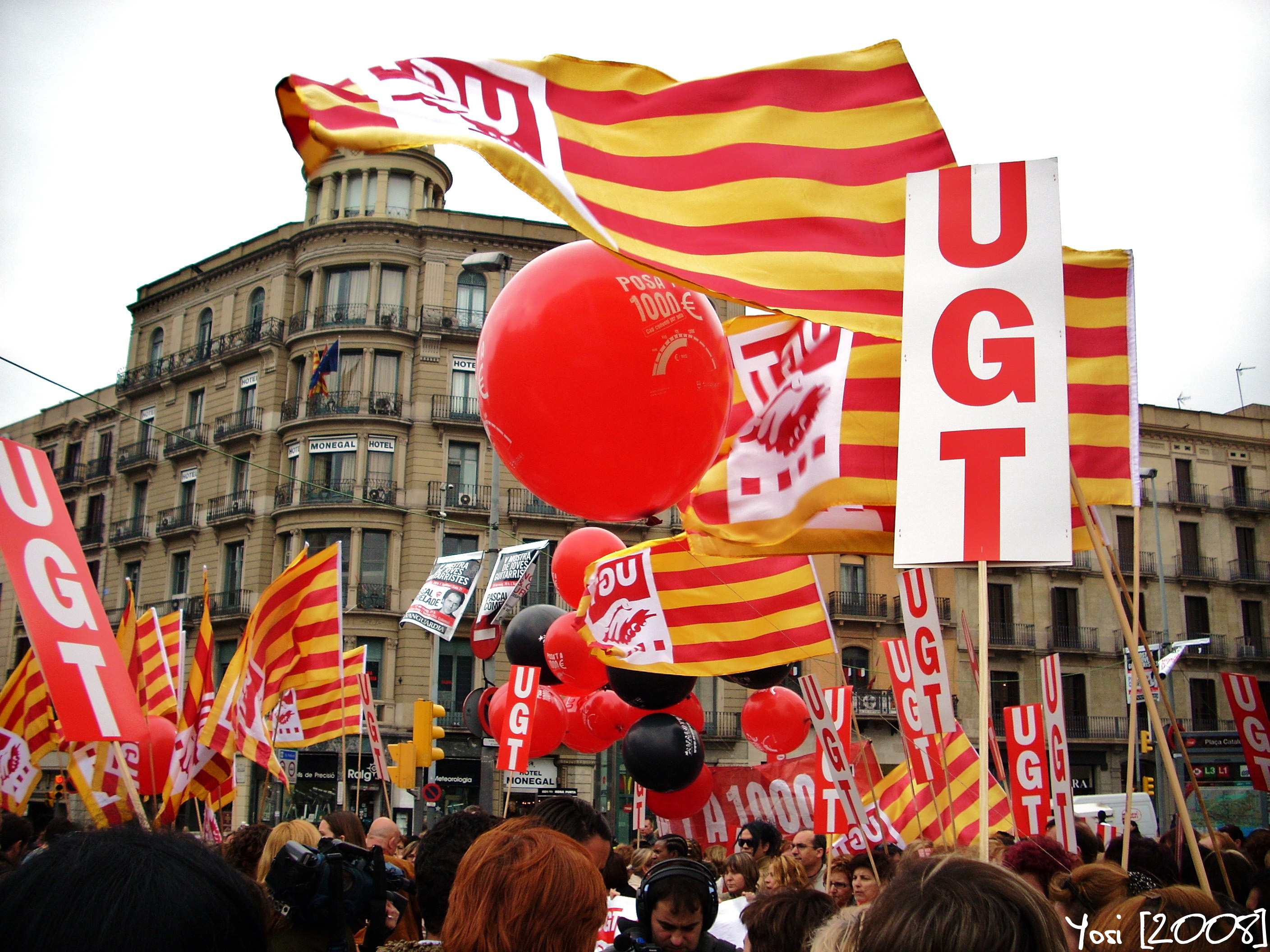
Manifestació convocada per UGT per un conveni digne, 2009

El Govern de Catalunya li atorgà la Creu de Sant Jordi a la sectorial de construcció el 2003 i a tota l'entitat el 2014.